# Electra (estrella)
Electra (17 del Taure / 17 Tauri) és un estel que forma part del cúmul de les Plèiades a la constel·lació de Taure. La seva magnitud aparent és +3,72 i s'hi troba a uns 440 anys llum de distància. És el tercer estel més brillant de les Plèiades, després de Alcíone (25 Tauri) i Atles (27 Tauri). Electra és el nom d'una de les set filles mítiques d'Atles i Plèione.
Electra és un estel gegant blanc-blavosa de tipus espectral B6IIIe. Irradia 1225 vegades més energia que el Sol des de la seva calenta superfície a 14.000 K de temperatura. Amb un radi 6 vegades major que el radi solar, és una de les quatre gegants del cúmul i, com a tal, és un estel que ha començat a expandir-se després d'esgotar el seu hidrogen intern.
Electra gira sobre si mateixa amb una velocitat de rotació d'almenys 170 km/s —sent aquest un límit inferior—, completant un gir en menys de 1,75 dies. Igual que altres estels de les Plèiades, s'hi troba envoltada per un disc equatorial de matèria expulsada, la qual cosa la converteix en una estrella Be. La seva massa estimada és de 5 masses solars i la seva edat es xifra en uns 130 milions d'anys.
A partir del seu espectre —posteriorment confirmat per ocultació lunar— hom sap que Electra és un estel binari proper. El seu company, probablement un estel blanc de la seqüència principal, orbita a 0,8 ua del gegant blau amb un període de 100,46 dies.
L'ambre va ser anomenat en la Grècia antiga amb el nom de "electró" en referència a l'estel Electra, ja que la llum càlida que emet aquest estel recordava a l'ambre. Posteriorment l'ambre (en grec "electró"), que posseeix propietats de polaritat, va donar nom a la paraula electricitat.